# Chiese di Mosca
Pagina dedicata a una lista di edifici religiosi situati nella Città di Mosca.
- Cattedrale della Dormizione
- Cattedrale dell'Arcangelo
- Cattedrale dell'Annunciazione
- Chiesa della Deposizione della Tunica
- Cattedrale di Cristo Redentore
- Cattedrale di Cristo Salvatore
- Cattedrale dell'Epifania in Elochovo
- Monastero Superiore di San Pietro
- Cattedrale di Kazan'
- Cattedrale di San Basilio
- Chiesa della Trinità di Nikitniki
- Chiesa della Natività della Vergine in Putinki
- Convento della Natività della Vergine
- Monastero dell'Epifania
- Chiesa dell'Arcangelo Gabriele
- Vecchia chiesa inglese
- Chiesa di San Giorgio
- Chiesa di Santa Barbara
- Monastero del Segno
- Chiesa della Consolazione di tutti i dolori
- Convento delle Sante Marta e Maria
- Chiesa della Resurrezione di Kadaši
- Chiesa della Resurrezione in Sokol'niki
- Chiesa di Santa Caterina
- Chiesa di San Clemente
- Chiesa di San Nicola di Pyži
- Chiesa dell'Intercessione in Fili
- Chiesa dell'Intercessione della Santa Madre di Dio in Medvedkovo
- Chiesa dell'Intercessione della Vergine in Izmajlovo
- Monastero Novodevičij
- Chiesa di San Giovanni il Guerriero
- Chiesa di San Nicola dei Tessitori
- Chiesa della Santissima Trinità in Orechovo-Borisovo
- Chiesa di San Vladimiro ai Giardini Vecchi
- Missione Krutickoe
- Monastero Danilovskij
- Monastero Donskoj
- Monastero del Salvatore e di Andronico